# Mushoku Tensei
Mushoku Tensei (無職転生 ~異世界行ったら本気だす~, Mushoku tensei: isekai ittara honki dasu, litt. « Réincarnation sans emploi : j'essaierai sérieusement si je vais dans un autre monde »), est une websérie littéraire japonaise écrite par Rifujin na Magonote. La série est publiée sur le site de publication de romans Shōsetsuka ni narō entre novembre 2012 et avril 2015. Une année après sa publication, il a été annoncé que la série recevrait une adaptation light novel dans la collection MF Books de Frontier Works (ja) et Kadokawa Media Factory ; les illustrations sont réalisées par un utilisateur de Pixiv appelé SiroTaka.
Une adaptation manga par Yuka Fujikawa a commencé sa sérialisation dans le numéro de juin 2014 du Monthly Comic Flapper, publié en mai 2014. La version française est licenciée par Doki-Doki dont le premier tome est publié en juin 2017. Un manga spin-off suivant le parcours de Roxy, dessiné par Shōko Iwami, est publié sur le site ComicWalker de Kadokawa depuis décembre 2017. Doki-Doki publie également la version française de ce spin-off depuis janvier 2019. Une adaptation en série télévisée d'animation par Studio Bind est diffusée en deux parties dont la première entre janvier et mars 2021, tandis que la seconde partie est diffusée d'octobre 2021 à décembre 2021. Une deuxième saison toujours produite par le Studio Bind est diffusée encore en deux parties, la première entre juillet et septembre 2023, tandis que la seconde partie est diffusé entre avril et juin 2024. Une troisième saison toujours produite par le Studio Bind est prévu.
Entre octobre 2013 et février 2019, la série est classée sur Shōsetsuka ni narō comme la plus populaire du site en termes de nombres de vues. L'œuvre est reconnue comme le précurseur des romans du genre réincarnation dans un autre monde avec un protagoniste utilisant à la fois la magie du nouveau monde et les connaissances du monde moderne de sa précédente vie, devenant un courant dominant sur Shōsetsuka ni narō. En juin 2023, plus de 13 millions d'exemplaires du light novel avaient été vendus.

## Synopsis
Un NEET japonais de 34 ans est expulsé de sa maison à la suite de la mort de ses parents. Après une certaine introspection, il conclut que sa vie était finalement inutile. En voyant un camion roulant à vive allure qui se dirige vers un groupe d'adolescents, il décide de s'interposer pour tenter de réaliser au moins une fois quelque chose de significatif dans sa vie, et parvient à mettre l'un d'eux hors de danger avant de décéder.
En se réveillant dans le corps d'un bébé, il se rend rapidement compte qu'il s'est réincarné dans un monde d'Heroic fantasy, où règne une atmosphère d'Europe médiévale. Il se met alors en tête de réussir dans sa nouvelle vie, écartant son ancienne identité pour celle de Rudeus Greyrat, fils de la petite noblesse. En raison de son facteur génétique et de son entraînement précoce, Rudeus devient extrêmement doué en magie. Durant son enfance, il devient l'élève de Roxy Migurdia, une démone, puis se lie d'amitié avec Sylphiette, une elfe. Il sert plus tard d'enseignant pour Eris Boreas Greyrat, sa cousine. Lorsqu'un cataclysme magique les téléporte loin de chez eux, Rudeus décide d'escorter Eris jusque chez elle. Au cours de son voyage, Rudeus reçoit les conseils du mystérieux Hitogami et devient ami avec Ruijerd Speldia, dont il aura pour but de rétablir l'honneur.

## Personnages

### Personnages principaux
Rudeus Greyrat (ルーデウス・グレイラット, Rūdeusu Gureiratto)
Voix japonaise : Yumi Uchiyama (Rudeus),, Tomokazu Sugita (précédente vie),, voix française : Émilie Guillaume (saison 1) puis Brieuc Lemaire (saison 2) (Rudeus),,,, Nicolas Matthys (précédente vie),
Avant sa réincarnation, il était un NEET japonais de 34 ans en surpoids, reclus à la suite de nombreuses persécutions au lycée. Après sa réincarnation, il rejette son identité passée et fait en sorte que sa nouvelle vie en tant que Rudeus Greyrat soit significative – ses proches l'appellent Rudy (ルディ, Rudi). En tant que tel, il adopte une personnalité de gentleman, bien que la perversion de sa vie passée émerge parfois et effraie ceux qui l'entourent. Comme il conserve son intelligence, Rudeus a pu entamer une formation magique à ses trois ans et a pu apprendre à jeter des sorts sans incantation ; en outre, il a hérité du Facteur de Laplace de ses parents et, combiné à sa formation juvénile, cela lui confère une grande capacité magique. Parce que Roxy Migurdia l'a aidé à surmonter sa peur du monde extérieur, il la vénère comme une déesse et lie ses réalisations à cette dernière. Pendant son temps libre, Rudeus crée des figurines afin d'améliorer sa magie terrestre, qui est devenue sa principale magie offensive. Dans un futur alternatif, où Homodeus  a tué tous ceux qu'il chérissait, un Rudeus déterminé ne parvient pas à se venger, et voyage dans le temps pour avertir son soi du passé à la place. En raison de sa réincarnation spéciale, Rudeus est immunisé contre les malédictions, ce qui lui permet de se lier d'amitié avec Ruijerd Speldia et Orsted  ; cette immunité est également transmise à ses descendants.
Roxy Miguldia/Migurdia (ロキシー・ミグルディア, Rokishī Migurudia)
Voix japonaise : Konomi Kohara,, voix française : Sophia Atman,
Démone de la race des Migulds/Migurds (ミグルド, Migurudo), connus pour leur télépathie, leurs cheveux bleus, leur apparence juvénile et leur longévité. Cependant, elle ne parvient pas à maitriser la télépathie et, se sentant isolée de ses pairs, elle décide de quitter son village. Incapable de vivre de façon stable en tant qu'aventurière, elle devient professeure itinérante. Elle enseigne la magie à Rudeus avant de repartir en voyage. Après la catastrophe magique, Roxy aide Paul à chercher des survivants dans le monde. Elle devient la deuxième épouse de Rudeus après avoir sauvé Zenith. Elle donne naissance à deux filles, Lara Greyrat (ララ・グレイラット, Rara Gureiratto) et Lily Greyrat (リリ・グレイラット, Riri Gureiratto), dont l'ainée est la sauveuse prophétisée du monde.
Sylphiette (シルフィエット, Shirufietto)
Voix japonaise : Ai Kayano,, voix française : Marie Braam
Appelée en temps normal Sylphy/Syplhie (シルフィ), elle est l'amie d'enfance de Rudeus, en partie humaine, elfe et de la race des bêtes. Ses cheveux sont de couleur verte dû au « Facteur de Laplace » (ラプラス因子, Rapurasu inshi), un composant génétique accordant à ses propriétaires des capacités magiques améliorées s'ils ont été formés à un jeune âge. L'influence de Rudeus l'aide à apprendre à lancer des sorts sans incantations. Après la catastrophe magique, ses cheveux virent au blanc lorsqu'elle épuise son approvisionnement en magie. En raison de ses capacités magiques, elle est affectée en tant que garde du corps d'Ariel Anemoy Asura sous l'identité d'un homme nommé Fitz (フィッツ, Fittsu). À cause du conflit du royaume d'Asura pour la couronne, Ariel et ses gardes du corps s'inscrivent à l'Académie de magie de Lanoa. Sylphy n'ayant pas de nom de jeune fille, elle prend le nom de Rudeus après leur mariage. Elle donne naissance à une fille nommée Lucy Greyrat (ルーシー・グレイラット, Rūshī Gureiratto) et un fils nommé Sieghart Saladin Greyrat (ジークハルト・サラディン・グレイラット, Jīkuharuto Saradin Gureiratto).
Eris Boreas Greyrat (エリス・ボレアス・グレイラット, Erisu Boreasu Gureiratto)
Voix japonaise : Ai Kakuma (ja),, voix française : Nancy Philippot
Fille de noble et une cousine éloignée de Rudeus. Elle est un personnage tsundere au tempérament explosif, mais dispose d'un potentiel dans le style de l'Épée sacrée/du dieu du Sabre. Pendant leur voyage pour rentrer chez eux à la suite de la catastrophe magique, elle développe peu à peu des sentiments pour Rudeus. Alors qu'ils confessent leur amour l'un pour l'autre, Eris part s'entraîner pour être assez digne de rester à ses côtés. De sa formation, elle devient une bonne épéiste qui peut contrôler son humeur et évaluer ses adversaires. Elle devient la troisième épouse de Rudeus et donne naissance à un fils nommé Ars Greyrat (アルス・グレイラット, Arusu Gureiratto) et une fille nommée Christina Greyrat (クリスティーナ・グレイラット, Kurisutīna Gureiratto).

### La famille de Rudeus
Paul Greyrat (パウロ・グレイラット, Pauro Gureiratto)
Voix japonaise : Toshiyuki Morikawa,, voix française : Sébastien Hebrant,
Il est le père de Rudeus. Il s'est éloigné de sa lignée de noble, les Notos Greyrat (ノトス・グレイラット, Notosu Gureiratto), en raison de son style de vie restrictif et devient un épéiste compétent, habile dans les trois grandes écoles de styles d'escrime : le style de l'Épée sacrée/du dieu du Sabre, celui de l'Eau bénite/du dieu des Eaux et enfin celui du Nord divin/dieu du Nord. Il est décrit comme étant un playboy et un aventurier avec une intuition pointue. Il s'est installé dans le village de Buena (ブエナ村, Buena-mura) après avoir supplié Philip pour lui trouver un travail afin d'avoir une vie stable alors que Zenith était encore enceinte de Rudy. À la suite de la catastrophe magique et étant incapable de retrouver sa famille, Paul tombe dans une dépression et noie ses peines dans l'alcool jusqu'à ses retrouvailles avec Rudeus.
Zenith Greyrat (ゼニス・グレイラット, Zenisu Gureiratto)
Voix japonaise : Hisako Kanemoto,, voix française : Lise Leclercq,
Elle est la première femme de Paul et la mère de Rudeus. Elle a aussi quitté sa maison de noble, les Lateria (ラトレイア, Ratoreia), dû à leur style de vie restrictif, et a cherché à devenir une aventurière grâce à ses compétences en magie de guérison. Paul la sauve de personnes qui tentaient de profiter d'elle et elle en tombe amoureuse de lui. Quand Lilia devient enceinte de l'enfant de Paul, Rudeus convainc Zenith de les pardonner. Après la catastrophe magique, elle est téléportée dans un cristal magique à Lapan, la ville-labyrinthe située sur le continent de Vegalitt. Bien que Rudeus la sauve, Zenith reste apathique et ne répond pas aux sollicitations extérieures, bien qu'elle puisse exprimer ses pensées par moments. Il est révélé plus tard qu'elle est dans un état onirique, mais est consciente des événements autour d'elle et profite de sa vie quotidienne avec les enfants de Rudeus.
Lilia Greyrat (リーリャ・グレイラット, Rīrya Gureiratto)
Voix japonaise : Lynn,, voix française : Sophie Pyronnet,
Elle était à l'origine le camarade de classe de Paul dans un dojo d'épéiste. Une blessure paralysante l'oblige à quitter son poste de garde de princesse et elle devient la domestique de Paul et de Zenith. Une accumulation de désir pour Paul la pousse à le séduire et elle tombe enceinte. Après avoir travaillé jusqu'à la révélation de son état avec la famille, elle est prise comme seconde épouse de Paul et devient plus proche de Zenith. Le comportement de Rudeus lorsqu'il était nourrisson l'a effrayée, mais elle lui jure sa loyauté après qu'il l'a aidée à se réconcilier avec Zenith, lui permettant de rester dans la famille.
Norn Greyrat (ノルン・グレイラット, Norun Gureiratto)
Voix japonaise : Saya Aizawa (ja), voix française : Sophia Atman
Elle est la fille de Zenith et la petite sœur de Rudeus. Elle était avec Paul après la catastrophe magique et l'aime énormément. Quand Rudeus combat Paul, elle devient craintive de lui. Elle finit par surmonter sa peur, grandissant auprès des épouses de Rudeus, mais reste éloignée de ce dernier. Les talents de Norn sont considérés comme étant dans la moyenne, mais son travail acharné lui permet de surpasser ses pairs.
Aisha Greyrat (アイシャ・グレイラット, Aisha Gureiratto)
Voix japonaise : Yūki Takada, voix française : Helena Coppejans
Elle est la fille de Lilia et la demi-sœur de Rudeus. De l'enseignement de sa mère, Aisha se charge de gérer les tâches ménagères de Rudeus. Elle est extrêmement talentueuse et intelligente, mais préfère se consacrer au travail ménager au lieu de développer ses compétences.

### Académie de magie
La plus grande école de magie située dans la cité magique de Sharia (魔法都市シャリーア, Mahō toshi Sharīa) au sein du royaume de Lanoa/Ranoa (ラノア王国, Ranoa ōkoku).
Zanova Shirone (ザノバ・シーローン, Zanoba Shīrōn)
Voix japonaise : Satoshi Tsuruoka (ja), voix française : Olivier Prémel
Il est un humain « médium » (神子, miko, litt. « Enfant de Dieu »), une personne née avec des capacités spéciales. Sa capacité lui confère une force et une endurance surhumaines. Depuis sa jeunesse, il adorait les poupées et décapiter les gens dont la beauté ressemblait à celle d'une poupée. Troisième prince du royaume de Shirone (シーローン王国, Shīrōn ōkoku), il est le frère aîné de Pax (パックス, Pakkusu, VO : Jun Fukushima (ja), VF : Cécile Florin), le septième prince arrogant et obsédé par Roxy, qui était sa tutrice après avoir quitté Rudy et sa famille au village de Buena. Il entre en possession de la figurine de Rudeus et décide de devenir son disciple de fabrication de figurines. Manquant de magie pour créer des figurines, Zanova achète une jeune naine nommée Juliette (ジュリエット, Jurietto, VO : Sumire Morohoshi, VF : Shérine Seyad) pour forger ses créations à sa place. Plus tard, Zanova entre en possession d'une poupée automatisée et l'utilise comme recherche. Lui et Rudeus forment un puissant lien d'amitié et de respect mutuel et il devient rapidement l'un des meilleurs amis de Rudeus et de ses alliés les plus fiables.
Cliff Grimoire (クリフ・グリモル, Kurifu Gurimoru)
Voix japonaise : Ryōta Ōsaka (ja),, voix française : Arthur Dubois (OAV)  puis Gregory Praet (saison 2)
Il est le petit-fils de l'Évèque suprême du clergé de Milis (ミリス, Mirisu), une religion semblable au christianisme. Il a été élevé dans un orphelinat pour sa sécurité et est inscrit à l'Académie de magie pour la même raison. Cliff est considéré comme un génie, mais il est inapte pour les combats. Il commence à sortir avec Elinalise et cherche des moyens de contenir sa malédiction.
Lynia Dedordia (リニア・デドルディア)
Voix japonaise : Fairouz Ai, voix française : Elisabeth Guinand
Issue de la race des semi-humains avec les caractéristiques d'un chat, elle est une candidate pour devenir la dirigeante de son village. Elle est la nièce de Ghyslaine. Avec Pursena, elles agissent comme des délinquantes à l'Académie de magie de Lanoa jusqu'à ce que Rudeus les apprivoise, puis elles commencent à prendre les cours au sérieux. Après l'obtention de son diplôme, Lynia contracte une énorme dette en tant que marchande, et est réduite à l'esclavage avant d'être rachetée par Rudeus.
Pursena Adordia (プルセナ・アドルディア, Purusena Adorudia)
Voix japonaise : Minami Tanaka, voix française : Aurélie Castin
Issue de la race des semi-humains avec les caractéristiques d'un chien, tout comme Lynia, elle est une candidate pour devenir la dirigeante de son village. Agissant au début comme une délinquante à l'Académie de magie de Lanoa avec Lynia, celles-ci sont apprivoisées par Rudeus et commencent à prendre les cours au sérieux. Après l'obtention de son diplôme, elle retourne à son village où elle est devenue une cheffe-guerrière. Cependant elle a commis l'erreur de manger les provisions d'urgence du village, laissant le chef du village la placer en conséquence au service de Rudeus.
Nanahoshi Shizuka (七星 静香)
Voix japonaise : Shion Wakayama (ja),, voix française : Nancy Philippot (saison 1)  puis Laetitia Liénart (saison 2)
Elle est l'un des deux adolescents que Rudeus n'a pas réussi à sauver avant sa réincarnation. Elle a été transportée dans le nouveau monde et est trouvée par Oersted. En raison de la transportation, son corps ne vieillit plus mais elle a besoin de médicaments pour dissiper l'accumulation de magie en elle. Elle commence à mener des recherches sur les cercles magiques afin de créer un sort pour rentrer chez elle. Comme Rudeus, elle est également immunisée contre les effets des malédictions.
Ariel Anemoy Asura (アリエル・アネモイ・アスラ, Arieru Anemoi Asura)
Voix japonaise : Reina Ueda,, voix française : Julie Dieu,
Elle est une héritière potentielle du royaume d'Asura. Elle est accompagnée de ses gardes du corps Sylphiette et Luke Notos Greyrat (ルーク・ノトス・グレイラット, Rūku Notosu Gureiratto, VO : Kazuyuki Okitsu,, VF : Maxime Al Zein,) un chevalier playboy et cousin de Rudeus. Ariel est sage, charismatique, mais évacue son stress à travers des actes sadiques. Elle et ses gardes du corps ont développé une forte amitié durant le temps qu'ils ont passé ensemble. Ariel a l'intention de devenir la reine pour honorer les personnes qui sont mortes pour elle. Dans la ligne temporel où Ariel est devenue la reine, le royaume d'Asura prospère, tandis qu'il s'effondre dans les autres lignes.

### Aventuriers

#### Dead End
Louiseld/Ruijerd Speldia (ルイジェルド・スペルディア, Ruijerudo Superudia)
Voix japonaise : Daisuke Namikawa,, voix française : Alexandre Crépet
Il est issu d'une race démoniaque connue sous le nom de Speld (スペルド, Superudo). Les Spelds ont été manipulés et maudits par Laplace pendant la guerre entre les humains et les démons et ont été considérés comme des monstres meurtriers. Sous la manipulation, Ruijerd a tué son fils, qui a été capable de le libérer du contrôle de Laplace. Après la mort de tous ses proches, Ruijerd parcourt le monde afin de faire disparaître cette stigmatisation contre son peuple. Les cheveux de Ruijerd sont maudits, ce qui fait que ceux autour de lui sont effrayés. Son temps passé avec Rudeus l'encourage à se raser les cheveux.

#### Croc du Loup noir
Ghyslaine Dedordia/Dedoldia (ギレーヌ・デドルディア, Girēnu Dedorudia)
Voix japonaise : Megumi Toyoguchi, voix française : Cécile Florin
Issue de la tribu Dedordia/Dedoldia, la race des semi-humains avec les caractéristiques d'un chat, Ghyslaine est une femme musclée à la peau foncée et aux multiples cicatrices sur le corps, portant une tenue révélatrice et un cache-œil sur son œil droit. Elle est une excellente bretteuse, au point d'être reconnue comme la quatrième meilleure disciple du dieu de l'Épée, avec le titre de « l'épéiste-roi » (剣王, Ken-ō). Ancienne aventurière faisant partie du groupe de Paul, le Croc du Loup noir (黒狼の牙, Kokurō no kiba), elle est recrutée par la famille principale des Greyrat afin de servir de garde du corps pour Eris.
Elinalise Dragonroad (エリナリーゼ・ドラゴンロード, Erinarīze Doragonrōdo)
Voix japonaise : Rie Tanaka, voix française : Claire Tefnin
Elle est une elfe et la grand-mère de Sylphiette. Elle a été téléportée dans un cristal magique il y a 200 ans et n'a aucun souvenir de sa vie antérieure. À cause de cela, elle a été maudite et a besoin de sexe pour disperser la magie accumulée à l'intérieur d'elle. Par conséquent, ses enfants ont souffert et l'ont méprisée, ce qui l'a éloignée d'eux. Elle était l'ancienne camarade de Paul et s'est inscrite à l'académie avec Rudeus afin de s'attaquer aux mâles. Touchés par la confession sérieuse de Cliff, les deux commencent à sortir ensemble, conduisant finalement à un mariage et un enfant.
Talhand (厳しき大峰のタルハンド, Ikameshiki ōmine no Taruhando)
Voix japonaise : Hōchū Ōtsuka, voix française : Jean-François Rossion
Un nain magicien de rang supérieur et aventurier de rang S qui faisait également partie du Croc du Loup noir. Il se dispute souvent avec Elinalise mais reste tout de même en bons termes avec elle et partent notamment ensemble pour aider Paul à retrouver sa famille après la catastrophe magique ; ils parcourent par la suite le continent des démons avec Roxy pour chercher Rudeus. En arrivant à Klasma, dans l'extrémité nord-ouest du continent, ils apprennent la localisation des membres de la famille de Paul en faisant la rencontre de l'impératrice des démons Kishirika. Comme Roxy souffre du mal de mer, il confie à Elinalise la tâche de rejoindre Rudeus au nord du continent central en prenant un bateau du peuple des mers (海人族, kaijinzoku), tandis que lui et la Miguld rejoignent Paul au royaume sacré de Milis pour se diriger vers le continent de Vegalitt, où se trouve Zenith.
Geese Nukadia (ギース・ヌーカディア, Gīsu Nūkadia)
Voix japonaise : Yōji Ueda, voix française : Sébastien Hebrant (saison 1)  puis Philippe Allard (saison 2)
Un voleur issu de la race démoniaque à l'apparence de singe, les Nukas (ヌカ族, Nuka-zoku), dont il est le dernier survivant. Aventurier de rang S, il est aussi un touche-à-tout, accomplissant de nombreuses tâches importantes pour les aventuriers comme la collecte d'informations, la cuisine, le désamorçage de pièges ou s'évader de prison, en passant par la négociation avec les marchands à la sélection de matériel. Cependant, il n'a pas d'aptitudes pour les armes ou la magie et n'a pas de capacité de combat, ainsi lorsque son groupe s'est séparé, il ne pouvait plus continuer à être un aventurier et a choisi de vivre comme un joueur d'argent. Il s'est juré de ne plus apprendre la cuisine à une femme car il se sent responsable pour avoir précipiter la fin du Croc du Loup noir en l'enseignant à Zenith, dont il portait beaucoup d'affection pour cette dernière et la considérait comme sa petite sœur avant son départ avec Paul.

### Autres
Sauros Boreas Greyrat (サウロス・ボレアス・グレイラット, Saurosu Boreasu Gureiratto)
Voix japonaise : Binbin Takaoka (ja), voix française : Jean-Michel Vovk
Le seigneur du domaine de Fittoa (フィットア領, Fittoa-ryō) au sein du royaume d'Asura. Il est le chef de la famille Boreas Greyrat et le grand-père d'Eris. Sauros est un homme strict et sévère, haussant souvent le ton, et qui privilégie les sanctions par les poings, étant redouté par les autres nobles du royaume. En gâtant constamment sa petite-fille, Sauros est devenu une mauvaise influence pour Eris, cette dernière ayant repris le fort caractère et le tempérament explosif de son grand-père.
Philip Boreas Greyrat (フィリップ・ボレアス・グレイラット, Firippu Boreasu Gureiratto)
Voix japonaise : Daisuke Ono, voix française : Maxime Van Stantfoort
Le père d'Eris et un cousin de Paul. Il est le maire de la citadelle de Roa (城塞都市ロア). Contrairement à Sauros et Hilda qui ont tendance à agir sans réfléchir, il possède une personnalité calme mais présente aussi un côté sombre avec de bonnes compétences politiques. Son frère aîné James, qui a six ans de plus, l'a battu pour être le prochain chef de la famille Boreas Greyrat ; afin de l'éloigner de la capitale royale, il a été contraint de travailler comme maire de Roa et de se séparer de ses deux fils. Cependant, il n'a pas abandonné l'idée de devenir le prochain successeur de sa famille et cherche une occasion.
Hilda Boreas Greyrat (ヒルダ・ボレアス・グレイラット, Hiruda Boreasu Gureiratto)
Voix japonaise : Ryōka Yuzuki, voix française : Sophie Pyronnet
La mère d'Eris. Elle est initialement dans un état d'instabilité émotionnelle car ses deux fils ont été emmenés chez le chef de famille à la capitale en raison d'une tradition au sein des Boreas Greyrat, empêchant ceux qui perdent la guerre de succession de soutenir leurs fils et de participer aux conflits de la prochaine génération. Elle se montre ainsi très froide envers Rudeus Greyrat, étant dans le déni de voir le fils d'un autre alors que ses propres enfants lui ont été arrachés à leur naissance. Sa relation avec ce dernier finit tout de même par s'améliorer : agissant d'une manière très maternelle avec lui en le considérant comme son propre fils, elle ira même par lui proposer sa fille en mariage.
Hitogami/Homodeus (人神, litt. « Dieu des humains »)
Voix japonaise : Kujira, voix française : Gauthier de Fauconval
Une mystérieuse entité qui vit dans une dimension de poche située au centre de la Terre. Il est capable d'apparaître dans les rêves des humains, et a une aura magique qui fait que les gens lui font confiance. Il a des capacités prémonitoires, lui permettant de voir les nombreux futurs qui se produisent. Depuis le début, Hitogami tente de gagner la confiance de Rudeus pour tuer sa famille et éviter l'accomplissement d'une prophétie selon laquelle les descendants de Rudeus le tuent pour de bon.
Kishirika Kishirisu (キシリカ・キシリス)
Voix japonaise : Yuka Iguchi,, voix française : Héléna Coppejans
Elle est l'impératrice des démons connue pour les pouvoirs de ses yeux démoniaques et sa capacité à en donner aux autres. Elle est fiancée à Valigaldi (バーディガーディ, Bādigādi), le seigneur démon de l'immortalité. Valigaldi a une grande sœur appelée Atoferatofe Raibaku (アトーフェラトーフェ・ライバック), une escrimeuse qualifiée qui aime enrôler des gens dans son armée de démons en utilisant un contrat magique.
Oersted (オルステッド, Orusuteddo)
Voix japonaise : Kenjirō Tsuda (ja),, voix française : Pierre Lognay
Il fait partie de la tribu des dragons, qui sont des humanoïdes aux puissantes capacités. Il est considéré comme le plus fort de son espèce, lui donnant le titre du centième Dieu-Dragon. Oersted est piégé dans une boucle temporelle par son père, le premier Dieu-Dragon, et a besoin de tuer Hitogami pour s'en échapper. La magie de son père lui permet de déformer les capacités prémonitoires d'Hitogami, de voir le destin d'une personne, mais fait que ses pouvoirs magiques se régénèrent lentement. De plus, la malédiction des dieux des humains pousse les gens à détester Oersted, à l'exception de Rudeus, en raison de son immunité aux malédictions. Comme Oersted et Rudeus sont destinés à jouer un rôle crucial dans sa disparition, Hitogami conspire généralement pour les faire s'entretuer, ce qui se retourne contre lui une fois qu'ils règlent leurs différends et travaillent ensemble contre lui à la place.
Perugius Dola (ペルギウス・ドーラ, Perugiusu Dōra)
Voix japonaise : Rikiya Koyama,, voix française : Jean-Michel Vovk
Perugius Dola est l'un des guerriers qui ont vaincu Laplace pendant la guerre entre humains et démons. Il réside dans un château flottant dans le ciel et possède douze familiers dont le chef est une humanoïde angélique nommée Sylvaril. Il attend le jour où Laplace se réincarnera pour le tuer à nouveau.
Arumanfi le Radieux/l'Étincelant (光輝のアルマンフィ, Kōki no Arumanfi)
Voix japonaise : Kengo Kawanishi,
Un des douze familiers invoqués par Perugius. C'est un esprit portant un masque ressemblant à celui d’un renard. Il a la capacité de se déplacer rapidement en se transformant en lumière, lui permettant de se rendre à un emplacement souhaité en un instant, cependant, bien qu'il avance à la vitesse de la lumière, il doit reprendre sa forme initiale pour attaquer et n'est plus aussi rapide.
Laplace (ラプラス, Rapurasu)
Laplace était le responsable de la guerre entre les démons et les humains. À l'origine, il était le deuxième Dieu-Dragon, mais il a été divisé en deux au cours d'une confrontation avec le Dieu-Combattant. Sa première moitié est le Dieu-Démon Laplace, connu pour ses pouvoirs magiques et la haine des humains, et sa seconde moitié est le Dieu des techniques, qui a pris parti pour les humains pendant la guerre. Laplace est prophétisé pour provoquer une autre guerre entre démons et humains, quatre-vingts ans dans le futur ; sa mort est nécessaire pour ouvrir l'entrée de la dimension d'Hitogami.

## Publication et conception
Rifujin na Magonote (理不尽な孫の手, litt. « Gratte-dos insensé ») a publié son travail sur le site de publication de romans amateurs, Shōsetsuka ni narō ; le premier chapitre a été uploadé le 22 novembre 2012. Au cours de l'année suivante, l'auteur est contacté par Frontier Works (ja) pour une proposition de publication imprimée, qui se conclut par une annonce en novembre 2013 où Rifujin indique que son travail serait publié en light novel dans MF Books, une collection conjointe de Frontier Works et la marque Media Factory de Kadokawa ; malgré cela, il avait déclaré son intention de continuer à publier ses chapitres en ligne. L'illustrateur pour les light novel est un utilisateur de Pixiv appelé SiroTaka (シロタカ, litt. « Faucon blanc »).
Après avoir publié les premières parties de son travail, Rifujin a écrit qu'il voulait que la série dure au moins une centaine de chapitres. Rifujin avait envisagé de mettre fin à la série prématurément, mais a été inspiré pour continuer quand son travail a atteint la première place sur le classement quotidien de Shōsetsuka ni narō,. À l'origine, l'arc où Rudeus se réunit avec Aisha devait être complètement différente de l'œuvre publiée. L'auteur voulait que Lilia meure hors-champ et que Aisha se cache sous une identité différente. Cependant, Rifujin trouve que la mort de Lilia n'est pas nécessaire et y renonce ; par conséquent, il a dû réécrire l'histoire pour que sa survie et son manque de contact aient un sens. Il avait signalé que l'histoire pourrait être étrange en raison des changements, mais ne regrette pas sa décision, notant au passage que la survie de Lilia lui a permis de reconsidérer l'état de Zenith dans l'histoire. Les mangas Hoshi no Samidare (ja) de Satoshi Mizukami et Parasite de Hitoshi Iwaaki ont été des sources d'inspirations pour la série.
Kadokawa édite également la série à l'étranger à travers ses filiales Kadokawa Taiwan Corporation (zh) et Guangzhou Tianwen Kadokawa Animation and Comics (zh) qui publient respectivement une version en chinois traditionnel depuis août 2015, et en chinois simplifié depuis février 2017. En Amérique du Nord, la maison d'édition Seven Seas Entertainment publie une version anglaise des light novel depuis mai 2019,.

## Adaptations

### Manga
Dans le numéro de mai 2014 du Monthly Comic Flapper, publié le 5 avril 2014, il a été annoncé que l'adaptation manga de Mushoku Tensei par Yuka Fujikawa serait publiée dans le numéro de juin 2014, paru le 2 mai 2014,, ; bien que Yuka soit l'auteur de la série de manga, les chara-designs sont crédités à SiroTaka. Media Factory (intégrée plus tard dans Kadokawa) a réuni les chapitres individuels en volumes tankōbon dont le premier volume a été publié en octobre 2014 ; à ce jour, vingt-deux volumes ont été édités.
Dessinée par Shōko Iwami, Mushoku Tensei: Roxy datte honkidesu (無職転生～ロキシーだって本気です～, Mushoku Tensei ~Rokishī datte honkidesu ~, litt. « Roxy est pourtant sérieuse ») est une série dérivée publiée conjointement sur le site ComicWalker de Kadokawa et sur Niconico Seiga depuis le 21 décembre 2017,. Roxy Migurdia est le personnage principal de ce manga, où les différentes étapes de sa vie et de son aventure y sont narrées, allant de son enfance jusqu'à sa rencontre avec Rudeus. Le premier volume tankōbon est sorti le 22 mars 2018 ; à ce jour, sept volumes ont été édités.
Une seconde série dérivée est lancée dans le 62e numéro du magazine Comic Dengeki Daioh "g" de Kadokawa par Kaede Nogiwa le 25 octobre 2018. Intitulée Mushoku Tensei: 4-koma ni natte mo honki dasu (無職転生～4コマになっても本気だす～, litt. « Même s'il s'agit de 4 cases c'est sérieux »), il s'agit d'une adaptation en un manga au format quatre cases. Elle s'est conclue dans le 84e numéro du magazine publié le 27 août 2020,. Le premier volume tankōbon est sorti le 22 mars 2018 ; au total, trois volumes ont été édités.
En mars 2017, Doki-Doki a annoncé l'octroi de la licence du manga pour la version française, sous le titre « Mushoku Tensei -Nouvelle vie, nouvelle chance- », avec une traduction de Jean-Benoît Silvestre et dont le premier tome est publié le 7 juin 2017. Révélé en novembre 2018, l'éditeur français publie également le spin-off sur Roxy sous le titre Mushoku Tensei : Les Aventures de Roxy depuis le 9 janvier 2019. En Amérique du Nord, Seven Seas Entertainment édite la version anglaise de la série de manga depuis novembre 2015,. La maison d'édition américaine publie également le spin-off sur Roxy depuis avril 2019,.

### Anime
Le 15 mars 2019, le site officiel de MF Books a annoncé qu'un projet d'adaptation en anime de la série est en cours de production sans pour autant préciser le format,. C'est avec l'ouverture d'un site et d'un compte Twitter dédié qu'il a été révélée en octobre 2019 qu'il s'agit d'une série télévisée prévue pour 2020 ; elle est réalisée et écrite par Manabu Okamoto chez Studio Bind avec Kazutaka Sugiyama en tant que character designs. La société EGG FIRM est également créditée pour la production avec Frontier Works (ja) pour le projet initial,. Nobuhiro Osawa, président et producteur d'EGG FIRM ayant travaillé sur les adaptations de Sword Art Online et DanMachi, est entré en pourparlers avec Frontier Works pour planifier cette adaptation à la suite de sa lecture des douze premiers volumes qu'il a trouvé intéressant en découvrant la série en 2018. Studio Bind a été créé conjointement par White Fox et EGG FIRM car ils nécessitaient d'un système qui leur permettraient de poursuivre le projet de manière systématique et à long terme pour l'animation de ce travail.
En juin 2020, il a été annoncé que la diffusion de la série est repoussée pour 2021,. La série est divisée en deux cours, dont le premier de 11 épisodes est diffusé au Japon entre le 11 janvier et le 22 mars 2021 sur Tokyo MX, KBS, BS11, et un peu plus tard sur SUN,,. Le second cour composé de 12 épisodes devait initialement être diffusé en juillet 2021, mais ce dernier est finalement repoussée au 4 octobre 2021 à la suite de certaines circonstances. Vingt-trois épisodes composent la série, répartis dans quatre coffrets Blu-ray/DVD. Un épisode inédit a été inclus dans le quatrième Blu-ray, il est sorti le 16 mars 2022.
Le 6 mars 2022, il a été annoncé qu'une deuxième saison pour la série avait été approuvée. Tout comme la première saison cette deuxième saison est également divisée en deux cours, le premier de 13 épisodes est diffusé au Japon entre le 2 juillet et le 24 septembre 2023. Le second cour est prévue pour avril 2024.
Wakanim et Crunchyroll détiennent les droits de diffusion en simulcast de la série dans les pays francophones ; mais également en Allemagne, en Autriche, dans les pays nordiques et dans les pays russophones,,. Depuis le 24 janvier 2021, elles proposent également une version doublée en français de la série réalisée par la société de doublage Hiventy (saison 1) , puis par le studio Lylo Media Group (saison 2) ,, sous la direction artistique de Cécile Florin et d'Erwin Grunspan pour la première saison, puis celle de Laurence César pour la deuxième saison,, par des dialogues adaptés d'Emmanuel Pettini,,,. Funimation diffuse la série aux États-Unis, au Canada, au Royaume-Uni, en Irlande, au Mexique et au Brésil, mais également en Australie et en Nouvelle-Zélande avec AnimeLab. Muse Communication détient la licence de la série en Asie du Sud-Est et en Asie du Sud et la diffuse sur sa chaîne YouTube Muse Asia, sur iQiyi et bilibili en Asie du Sud-Est,. La série était également diffusée en Chine continentale sur bilibili avant son retrait pour un « incident technique » en février 2021.
Le 30 juin 2024, à la suite du dernier épisode de la saison 2 il a été annoncé qu'une saison 3 était prévu.

### Jeu vidéo
La production d'un jeu mobile, intitulé Mushoku Tensei: Game ni nattemo honki dasu (無職転生〜ゲームになっても本気だす〜, litt. « Réincarnation sans emploi : j'essaierai sérieusement même si cela devient un jeu »), a été révélée lors d'un événement en direct en octobre 2020 ; développé par Aiming (ja) et édité par Beaglee (ja), le jeu vidéo de rôle free-to-play (avec micropaiements) est disponible depuis le 27 mars 2021 sur les appareils sous iOS et Android,. Le jeu mobile basé sur la série télévisée d'animation incorpore également une histoire originale écrite sous la supervision complète de l'auteur de la série Rifujin na Magonote, intitulée Paul Gaiden (パウロ外伝), qui explore davantage le passé de Paul Greyrat.

## Accueil

### Light novel
La série de romans amateurs Mushoku Tensei est longtemps restée en tête de classement de Shōsetsuka ni narō comme étant le travail le plus populaire sur le site, et ce pendant plus de 5 ans depuis octobre 2013 avant d'être détronnée par Tensei shitara slime datta ken en février 2019,. La popularité de l'œuvre a contribué à l'établissement d'un courant dominant sur Shōsetsuka ni narō dans lequel l'œuvre est considérée comme le précurseur d'un grand nombre de titres du genre de réincarnation dans un autre monde sur le site. Les light novel apparaissent sur les classements de l'Oricon et ont également été classés sur les sondages de popularité de T-site,,,. Dans le Kono light novel ga sugoi! 2017 de Takarajimasha, la série a atteint la quatrième place du classement. Elle est classée septième pour celle de 2018. Pour l'édition de 2019, la série est placée huitième.
En octobre 2018, la vente totale des volumes de la franchise, light novel et manga, a atteint les 2,2 millions d'exemplaires. Le tirage total de la franchise s'élève à 4 millions de copies en octobre 2019. En août 2021, la franchise atteignaient 8,5 millions d'exemplaires en circulation. En février 2022, la série comptait plus de 10 millions d'exemplaires en circulation. En juin 2023, la vente totale des volumes de la franchise a atteint les 13 millions d'exemplaires.
Le personnage principal Rudeus a été critiqué pour être ouvertement pervers, des reproches exacerbées avec la diffusion de la série d'animation en janvier 2021, ce à quoi Rifujin na Magonote a répondu que « même après sa réincarnation, ce n'est pas comme s'il avait beaucoup de regrets pour avoir été un pervers dans sa vie antérieure », notant que sa perversité dans l'anime semble « plus important[e] » que dans l'œuvre d'origine, où « au moment il décide de “ vivre sa vie sérieusement ” », son ratio de perversité est davantage minimisé par son sérieux. L'auteur assume tout de même que « sa nature fondamentale de pervers ne changera pas », précisant néanmoins que le personnage s'abstiendra d'agir de façon répréhensible qui pourrait ignorer « les sentiments des autres » au fil de sa compréhension de ce nouveau monde. Le 8 février 2021, avant la première du cinquième épisode, la série a été suspendue de la plateforme chinoise bilibili en raison d'un contenu controversé décrit comme « immoral » par certains critiques, principalement par le streamer LexBurner qui a désigné l'anime comme étant « pour les mangeurs de fond dans la hiérarchie sociale », ce qui a conduit son audience à laisser de faibles notes pour l'anime sur le site,. Cela a également conduit LexBurner, l'un des streamers les plus populaires de bilibili, à être banni du site pour « remarques inappropriées » et poursuivi en justice pour rupture de contrat,. La série est également critiquée par des utilisatrices pour être « misogyne et sexuellement suggestive ».

### Anime
L'adaptation d'anime a reçu des réponses extrêmement positives de la part des critiques et du public et est considérée comme l'un des meilleurs anime de 2021,.
La série a également reçu de nombreuses distinctions, dont trois victoires (fantaisie préférée et personnage féminin de soutien préféré pour Ghislaine Dedoldia) sur sept nominations, dont le nouvel anime de la saison à l'hiver (2e place au classement général) pour l'hiver 2021 et deux remporte (action ou aventure préférée et personnage masculin de soutien préféré pour Ruijerd Superdia) plus de seize nominations, dont la deuxième place pour l'automne 2021 aux 8e Anime Trending Awards, ce qui en fait le plus grand nombre de nominations sur deux saisons en une seule année. Ruijerd Superdia est le deuxième personnage de Mushoku Tensei à remporter un prix saisonnier du meilleur personnage de soutien après Ghislaine Dedoldia, qui a également remporté le prix du meilleur personnage féminin de soutien pour la saison précédente,,.